# الإرغوسفير

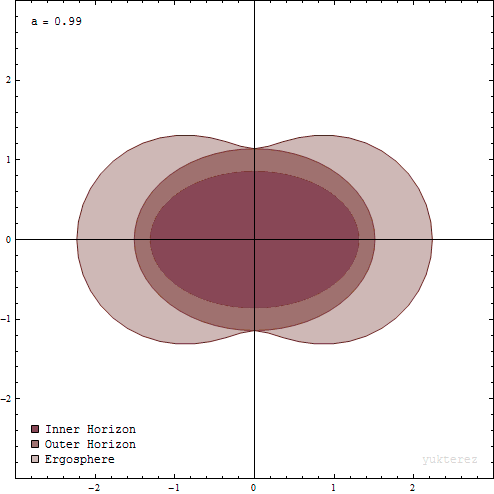
صورة تبين منطقة الارغوسفير (باللون الخافت) ومنطقتي افق الحدث الداخلية (الغامقة) والخارجية الملامسة للارغوسفير عند قطبي الثقب الاسود.

الإرغوسفير (بالإنجليزية: Ergosphere)‏، وهي المنطقة التي تتشكل حول أفق حدث ثقب اسود دوار، أطلق الاسم أول مرة من قبل ريمو روفيني [الإنجليزية] وجون أرتشيبالد ويلر خلال محاضرات ألقيت في ليز أوش [الإنجليزية] عام 1971، أشتق الاسم من الكلمة الاغريقية «ἔργον (ارغيون) والتي تعني شغل»، يقصد بها الإمكانية النظرية لإستخراج المادة والطاقة من هذه المنطقة.

## صفات الإرغوسفير
تأخذ الإرغوسفير شكل ثمرة اليقطين حيث أنها تلامس منطقة أفق الحدث عند قطبي الثقب الاسود، وتبتعد عنها تدريجياً حتى تصل اقصى مسافة بينهما عند دائرة إستوائه.
تعتمد المسافة بين الإرغوسفير وأفق الحدث على مقدار جاذبية الثقب الاسود وزخمه الدوراني، وبما أن الثقب يدور حول محور دوران يمر من قطبيه فلا يوجد حركة دورانية عند القطبين لهذا لا تتكون الإرغوسفير هناك بينما يملك استواء الثقب أعظم مقدار دوران لهذا تكون المسافة عنده أكبر ما يمكن، نصف قطرها عند أقصى بعد لها عن أفق الحدث (نصف قطرها الاستوائي) ينطبق مع قيمة نصف قطر شفارزتشيلد لهذا الثقب الاسود في حالة عدم الدوران، بينما يقترب نصف قطرها العمودي أو (القطبي) من نصف من قيمته عند الإستواء.

## تشكلها

تتكون الارغوسفير بالاعتماد على دوران ثقب الاسود، قيمة الثابت (a) تمثل النسبة بين الزخم الزاوي الدوراني للثقب الاسود إلى كتلته، وتأخذ قيمة صفر للثقوب السوداء عديمة الدوران، وقيمة واحد للثقوب التي تملك أقصى زخم دوراني بالنسبة لكتلتها.

عندما يدور الثقب الاسود حول محوره، تسبب جاذبيته الكبيرة برم الزمكان حوله بما يعرف بتأثير سحب الإطار المرجعي أو آلية لينز-ثيرينج، وبسبب هذه الظاهرة فإن أي جسم داخل هذه المنطقة لا يمكن بأي حال أن يُرى من قبل راصد خارجي على مسافة بعيدة بحالة سكون أو ثبات لأن ذلك يعني أن الجسم يجب أن يتحرك بسرعة تفوق سرعة الضوء وهذا غير ممكن حسب النظرية النسبية الخاصة بينما تنخفض قيمة هذه السرعة كلما إبتعد الجسم عن أفق حدث الثقب حتى تساوي قيمة سرعة الضوء عند منطقة تسمى ارغوسيرفس «سطح الشغل» ويسمى المجال خارجها بحدود السكون وذلك لأن خطوط العالم تتغير من الشكل الزمني خارجها إلى الشكل الفضائي داخلها مع أن تأثير سحب الفضاء خارجها لا يزال موجوداً لكن بمقدار أقل، وهنا نرى أن ما يحدد سطح الإرغوسفير هي سرعة الضوء.

## خصائصها

توضح الصورة دخول جسيم اختباري إلى منطقة الارغوسفير، نتيجة تأثير سحب الاطار المرجعي فإن أي جسم مهما كان اتجاهه الاصلي سيدور حول الثقب الاسود بنفس اتجاه دوران الثقب الاسود حول نفسه، وتبين الصورة الانزياح الاحمرار اللانهائي في طيف الجسيم عند دخوله إلى الاغوسفير.

ولأن الإرغوسفير تقع خارج أفق حدث الثقب الاسود إذاً فلايزال من الممكن نظرياً للأجسام ألهروب من نطاق جاذبية الثقب دون السقوط فيه حيث تعمل جاذبيته الدوارة على زيادة سرعة الجسم بشكل كبير جداً مما يعطيه دفع يمكنه من الهرب بعيداً، يعني هذا أن الثقب الاسود يفقد جزء من طاقة دورانه على شكل سرعة يعطيها للجسم الواقع ضمن الإرغوسفير وأقترحت هذه الظاهرة من قبل العالم روجر بنروز عام 1969 وسميت بآلية بنروز، تقترح هذه الآلية بأنه أي جسم منفرد داخل الإرغوسفير من الممكن أن يكتسب طاقة من دوران الثقب الاسود أقصى قيمة لها تكون مساوية لـ 20.7% من تكافؤ الكتلة والطاقة للجسم، وإذا تكررت العملية لنفس الكتلة فإن مقدار أقصى زيادة سيكون 29% من تكافؤ الكتلة والطاقة الاصلي ويؤدي هذا إلى تباطؤ الزخم الدوراني للثقب الاسود في كل مرة يكتسب فيها الجسم طاقة، بهذا سيقترب الثقب الاسود تدريجياً من ثقب شفارزتشيلد الأسود عديم الدوران حيث لا تتكون الإرغوسفير أصلاً، أعطت آلية بنروز تفسيرات ممكنة لاحدى أقوى وأعنف الظواهر الكونية المعروفة باسم انفجارات أشعة غاما، والنمذجة الحاسوبية لها أظهرت امكانية تكوين جسيمات ذات طاقة عالية في منطقة الإرغوسفير والتي رصدت منبعثة من الكوازارات وأنوية المجرات النشطة.
بسبب شدة تأثير سحب الإطار المرجعي فإن أي جسم يقع في الإرغوسفير سيدور حول الثقب الاسود بمدار يوافق إتجاه دوران الثقب الاسود حول نفسه، مهما كانت سرعته الابتدائية أو إتجاه دخوله إلى المنطقة.
من خصائصها الأخرى أن أي راصد يقع خارج الإرغوسفير على مسافة كبيرة يرى أن أي جسم يسقط فيها سيعاني من إنزياح أحمر لا نهائي في طيفه.

## اقرأ أيضاً
- النظرية النسبية العامة.
- الثقوب السوداء.
- ثقب أسود ثنائي
- ثقب أسود فائق